# Nati il 7 febbraio
| Questa pagina contiene informazioni ricavate automaticamente dalle voci biografiche con l'ausilio del template Bio e di un bot. L'aggiornamento è periodico e automatico e ricostruisce completamente la pagina. Se manca una persona in questa lista, sei pregato di non aggiungerla, ma accertati piuttosto che la sua voce biografica contenga il template Bio e che i dati anagrafici siano correttamente compilati. Se il template Bio manca, inseriscilo tu stesso o, in alternativa, metti l'avviso {{tmp\|Bio}} che ne segnala la mancanza. Se i dati riportati sono sbagliati, correggi direttamente la voce biografica; le modifiche saranno visibili in questa lista entro pochi giorni. Per chiarimenti vedi il progetto biografie. La lista contiene solo le 1.237 persone che sono citate nell'enciclopedia e per le quali è stato implementato correttamente il template Bio. Pagina aggiornata al 17 ago 2025. |

## XII secolo(1)
- 1102 - Matilde d'Inghilterra, regina († 1167)

## XV secolo(4)
- 1449 - Adriana di Nassau-Dillenburg, nobile tedesca († 1477)
- 1449 - Pietro di Foix, arcivescovo cattolico, cardinale e religioso francese († 1490)
- 1478 - Tommaso Moro, umanista, scrittore e politico inglese († 1535)
- 1500 - João de Castro, esploratore portoghese († 1548)

## XVI secolo(8)
- 1537 - Claudia Rangoni, nobildonna italiana († 1593)
- 1552 - Ottaviano Bon, ambasciatore italiano († 1623)
- 1556 - Maria di Nassau, principessa († 1616)
- 1557 - Pietro Antonio Crespi Castoldi, presbitero e storico italiano († 1615)
- 1559 - Caterina di Borbone, nobile († 1604)
- 1571 - Gabriel Pereira de Castro, giurista, poeta e docente portoghese († 1632)
- 1586 - Marzio Ginetti, cardinale e vescovo cattolico italiano († 1671)
- 1589 - Domenico Cecchini, cardinale italiano († 1656)

## XVII secolo(14)
- 1606 - Nicolas Mignard, pittore e incisore francese († 1668)
- 1612 - Thomas Killigrew, drammaturgo e impresario teatrale britannico († 1683)
- 1613 - Johannes Musaeus, teologo tedesco († 1681)
- 1622 - Vittoria della Rovere, nobile italiana († 1694)
- 1655 - Jean-François Regnard, poeta e commediografo francese († 1709)
- 1656 - Maria Selvaggia Borghini, poetessa italiana († 1731)
- 1669 - Johann Konrad Ammann, medico svizzero († 1724)
- 1676 - Mechitar di Sebaste, monaco cristiano armeno († 1749)
- 1681 - Camillo Brunori, medico e poeta italiano († 1756)
- 1687 - Jean Duvivier, medaglista belga († 1761)
- 1688 - Maria Luisa d'Assia-Kassel, nobildonna († 1765)
- 1690 - Carlo Federico II di Württemberg-Oels, generale prussiano († 1761)
- 1693 - Anna I di Russia, imperatrice russa († 1740)
- 1700 - Philippe Buache, geografo e cartografo francese († 1773)

## XVIII secolo(32)
- 1705 - Michele Scavo, vescovo cattolico italiano († 1771)
- 1709 - Charles de Brosses, magistrato, filosofo e linguista francese († 1777)
- 1721 - Gastone di Lorena, nobile francese († 1743)
- 1724 - Friedrich von Knaus, orologiaio e inventore tedesco († 1789)
- 1725 - Pierre Bayen, chimico e farmacista francese († 1798)
- 1727 - Charles Deschamps de Boishébert et de Raffetot, generale francese († 1797)
- 1727 - Niccolò Lapiccola, pittore italiano († 1790)
- 1728 - Geminiano Cozzi, imprenditore e ceramista italiano († 1798)
- 1733 - Johann Ferdinand Hetzendorf von Hohenberg, architetto austriaco († 1816)
- 1741 - Johann Heinrich Füssli, letterato e pittore svizzero († 1825)
- 1746 - Joseph Boze, pittore francese († 1826)
- 1746 - Riccardo Capece Minutolo, vescovo cattolico italiano († 1801)
- 1751 - Giorgio Vincenzo Pigliacelli, giurista e politico italiano († 1799)
- 1752 - Claude Petit-Benoît de Chaffoy, vescovo cattolico francese († 1837)
- 1752 - Pasquale Antonio Fiorella, generale francese († 1818)
- 1753 - Ugo di Basseville, giornalista, diplomatico e rivoluzionario francese († 1793)
- 1753 - Rhijnvis Feith, scrittore e poeta olandese († 1824)
- 1762 - Luc-Julien-Joseph Casabianca, militare francese († 1798)
- 1766 - Joseph Franz von Jacquin, medico, botanico e chimico austriaco († 1839)
- 1767 - Antonio Bolognini Amorini, scrittore e storico italiano († 1845)
- 1768 - Antoine-Athanase Royer-Collard, medico e psichiatra francese († 1825)
- 1772 - Miguel Ricardo de Álava, militare e politico spagnolo († 1843)
- 1777 - Quintin Dick, politico irlandese († 1858)
- 1780 - Gaspare Bernardo Pianetti, cardinale e vescovo cattolico italiano († 1862)
- 1780 - Agostino Rochi, fantino italiano
- 1784 - José Maria de Almeida Sá e Meneses, nobile portoghese († 1827)
- 1789 - Bernardo de La Charrière, magistrato e politico italiano († 1850)
- 1790 - Agostino Gallo, biografo, storico e critico d'arte italiano († 1872)
- 1792 - Paolo Racchia, politico italiano († 1849)
- 1793 - Charles de Menthon d'Aviernoz, generale e politico italiano († 1858)
- 1794 - Tito Bassetti, letterato e patriota italiano († 1869)
- 1796 - Marie-Françoise Perroton, religiosa francese († 1873)

## XIX secolo(159)
- 1801 - Wilhem de Haan, zoologo olandese († 1855)
- 1802 - Werner VIII von Alvensleben, politico prussiano († 1877)
- 1803 - Lorenzo Ghiglini, politico italiano († 1873)
- 1804 - John Deere, imprenditore statunitense († 1886)
- 1808 - Antonio Ciccone, politico e medico italiano († 1893)
- 1809 - Frederik Paludan-Müller, poeta danese († 1876)
- 1812 - Charles Dickens, scrittore e giornalista britannico († 1870)
- 1812 - Ilarione Sillani, vescovo cattolico italiano († 1879)
- 1813 - Stefano Semeria, missionario e vescovo cattolico italiano († 1868)
- 1813 - Muhammad III al-Sadiq, sovrano tunisino († 1882)
- 1814 - Gardner Quincy Colton, inventore, dentista e showman statunitense († 1898)
- 1815 - Francesco Finocchietti, politico italiano († 1899)
- 1815 - Simplicio Pappalettere, abate italiano († 1883)
- 1815 - Gregorio Sella, politico italiano († 1862)
- 1816 - Jean Frédéric Frenet, matematico, astronomo e meteorologo francese († 1900)
- 1817 - Rinaldo Ruschi, politico italiano († 1891)
- 1819 - Giosuè Argenti, scultore e docente italiano († 1901)
- 1822 - Camillo Ferrati, matematico e politico italiano († 1888)
- 1824 - William Huggins, astronomo inglese († 1910)
- 1825 - Virginia Gabriel, cantante e compositrice britannica († 1877)
- 1825 - Karl Möbius, zoologo tedesco († 1908)
- 1826 - Luigi Bruschetti, vescovo cattolico italiano († 1881)
- 1826 - Michele Ruta, pianista, compositore e critico musicale italiano († 1896)
- 1828 - Adolphe-Louis-Albert Perraud, cardinale e vescovo cattolico francese († 1906)
- 1833 - Ricardo Palma, scrittore peruviano († 1919)
- 1834 - Rocco Chirichigno, brigante italiano († 1865)
- 1834 - Estanislao del Campo, poeta argentino († 1880)
- 1835 - Orazio Silvestri, geologo e vulcanologo italiano († 1890)
- 1837 - Henry Howard, III conte di Effingham, nobile, politico e militare britannico († 1898)
- 1837 - José Jiménez Aranda, pittore spagnolo († 1903)
- 1837 - James Murray, lessicografo e linguista britannico († 1915)
- 1839 - Fausto Guiotto, ingegnere italiano († 1927)
- 1839 - Nicolaas Pierson, politico olandese († 1909)
- 1841 - Auguste Choisy, storico dell'architettura francese († 1909)
- 1842 - Refia Sultan, principessa ottomana († 1880)
- 1842 - Alexandre Ribot, politico francese († 1923)
- 1844 - Mathias-Marie Duval, anatomista francese († 1907)
- 1844 - Virginia Marini, attrice italiana († 1918)
- 1845 - Louis Alexander Fagan, storico dell'arte, incisore e scrittore italiano († 1903)
- 1845 - Raffaello Ojetti, architetto italiano († 1924)
- 1845 - Yaakov Dovid Wilovsky, rabbino e insegnante russo († 1913)
- 1846 - Vladimir Egorovič Makovskij, pittore, collezionista d'arte e insegnante russo († 1920)
- 1846 - Julia Stephen, filantropa inglese († 1895)
- 1849 - Carlo Beni, avvocato, naturalista e politico italiano († 1932)
- 1849 - William Hurrell Mallock, romanziere e economista britannico († 1923)
- 1851 - Hugo von Tschudi, storico austriaco († 1911)
- 1852 - Mariano Armellini, archeologo e storico italiano († 1896)
- 1852 - Ricardo de Madrazo, pittore spagnolo († 1917)
- 1852 - Florence Trevelyan, filantropa e naturalista britannica († 1907)
- 1853 - Pietro Romualdo Pirotta, botanico e naturalista italiano († 1936)
- 1854 - Robert B. Mantell, attore scozzese († 1928)
- 1856 - Emanuel Felke, medico tedesco († 1926)
- 1856 - Filippo Galassi, ingegnere italiano († 1920)
- 1856 - Charles Metcalfe, generale britannico († 1912)
- 1856 - Charlie Siringo, investigatore, scrittore e avvocato statunitense († 1928)
- 1857 - Eugène Chaperon, pittore francese († 1938)
- 1857 - Alfred Lyttelton, politico, calciatore e crickettista inglese († 1913)
- 1858 - Amédée-François Lamy, esploratore e militare francese († 1900)
- 1858 - Simone Pianetti, criminale italiano
- 1859 - Emma Nevada, soprano statunitense († 1940)
- 1862 - Edward Granville Browne, iranista britannico († 1926)
- 1862 - Sante De Sanctis, psichiatra e psicologo italiano († 1935)
- 1862 - Henri Konow, ammiraglio e politico danese († 1939)
- 1863 - J. S. Fletcher, giornalista e scrittore inglese († 1935)
- 1863 - Clinton Edgar Woods, ingegnere elettrico, ingegnere meccanico e scrittore statunitense († 1927)
- 1864 - Stéphane Gsell, archeologo e storico francese († 1932)
- 1864 - Francesco Maria Raiti, vescovo cattolico italiano († 1932)
- 1865 - Wilson Bentley, fotografo statunitense († 1931)
- 1865 - Ernesto Pascal, matematico italiano († 1940)
- 1867 - Giuseppe Borri, imprenditore italiano († 1926)
- 1867 - Laura Ingalls Wilder, scrittrice statunitense († 1957)
- 1868 - Achille Porta, generale italiano († 1953)
- 1868 - Cesare Saccaggi, pittore italiano († 1934)
- 1869 - Jindřich Šimon Baar, scrittore e presbitero ceco († 1925)
- 1870 - Alfred Adler, psichiatra, psicoanalista e psicologo austriaco († 1937)
- 1870 - Marie Cahill, cantante e attrice statunitense († 1933)
- 1870 - Cornelis Dopper, compositore e direttore d'orchestra olandese († 1939)
- 1870 - Alexander Pfänder, filosofo tedesco († 1941)
- 1871 - Pieter Franciscus Dierckx, pittore belga († 1950)
- 1871 - Kiyoshi Shiga, batteriologo giapponese († 1957)
- 1871 - Wilhelm Stenhammar, compositore, pianista e direttore d'orchestra svedese († 1927)
- 1873 - Thomas Andrews, progettista britannico († 1912)
- 1873 - Charles Dixon, tennista britannico († 1939)
- 1874 - Luigi Barzini, giornalista e scrittore italiano († 1947)
- 1874 - Louis Agassiz Fuertes, ornitologo e illustratore statunitense († 1927)
- 1875 - Walter Courvoisier, compositore, direttore d'orchestra e docente svizzero († 1931)
- 1875 - George Larner, marciatore britannico († 1949)
- 1876 - Enea Tallone, architetto italiano († 1937)
- 1877 - Camillo Caccia Dominioni, cardinale italiano († 1946)
- 1877 - Julius Curtius, avvocato e politico tedesco († 1948)
- 1877 - Godfrey Harold Hardy, matematico britannico († 1947)
- 1877 - Pietro Pomares y de Morant, arcivescovo cattolico italiano († 1924)
- 1877 - Arrigo Serato, violinista italiano († 1948)
- 1880 - Ageo Arcangeli, giurista italiano († 1935)
- 1880 - Alf Blütecher, attore norvegese († 1959)
- 1880 - William Clayton, imprenditore e funzionario statunitense († 1966)
- 1880 - Edward Dobbie, calciatore e arbitro di calcio inglese
- 1880 - Aurelio Mistruzzi, scultore e medaglista italiano († 1960)
- 1881 - Arthur Pope, archeologo, storico dell'arte e docente statunitense († 1969)
- 1882 - Emil Jørgensen, calciatore danese († 1947)
- 1882 - Richard Reading, politico statunitense († 1952)
- 1882 - Wilbur Sweatman, clarinettista, direttore d'orchestra e compositore statunitense († 1961)
- 1883 - Eubie Blake, pianista e compositore statunitense († 1983)
- 1883 - Maria Benedicta Föhrenbach, religiosa tedesca († 1961)
- 1883 - Eric Temple Bell, matematico e scrittore scozzese († 1960)
- 1884 - Angelo Invernizzi, ingegnere italiano († 1958)
- 1884 - Achille Liénart, cardinale e vescovo cattolico francese († 1973)
- 1884 - Marinus van Rekum, tiratore di fune olandese († 1955)
- 1884 - Jan Starý, calciatore boemo († 1959)
- 1885 - David Aylott, regista, attore e sceneggiatore inglese († 1969)
- 1885 - Michael Gamper, presbitero austriaco († 1956)
- 1885 - Silvestro Graziano, costituzionalista e politico italiano († 1946)
- 1885 - Robert LeRoy, tennista statunitense († 1946)
- 1885 - Ricardo Levene, sociologo argentino († 1959)
- 1885 - Sinclair Lewis, scrittore e drammaturgo statunitense († 1951)
- 1885 - Arno Neumann, calciatore tedesco († 1966)
- 1885 - Hugo Sperrle, generale tedesco († 1953)
- 1887 - Walter Janssen, attore e regista tedesco († 1976)
- 1887 - Leo Spitzer, linguista e filologo austriaco († 1960)
- 1887 - Michele Peiró Victori, spagnolo († 1936)
- 1888 - Ignazio Chiarelli, avvocato e politico italiano († 1968)
- 1888 - Eugenio Coselschi, militare, politico e scrittore italiano († 1969)
- 1888 - Lothar van Gogh, calciatore olandese († 1945)
- 1888 - Archer MacMackin, regista, sceneggiatore e produttore cinematografico statunitense († 1961)
- 1888 - Ripp, compositore italiano († 1962)
- 1888 - Otto Schönherr, generale tedesco († 1954)
- 1889 - Otto Hartmann, militare e aviatore tedesco († 1917)
- 1889 - Claudia Muzio, soprano italiano († 1936)
- 1889 - Harry Nyquist, fisico svedese († 1976)
- 1889 - Ferdinand Schaal, generale tedesco († 1962)
- 1889 - Josef Thorak, scultore e artigiano austriaco († 1952)
- 1890 - Walter Dexel, pittore, tipografo e scenografo tedesco († 1973)
- 1890 - Serafino Mazzarocchi, ginnasta italiano († 1961)
- 1891 - Ann Little, attrice statunitense († 1984)
- 1892 - Vasilij Butusov, calciatore russo († 1971)
- 1892 - Karel Opočenský, scacchista cecoslovacco († 1975)
- 1892 - Wilhelm Schmid, pittore svizzero († 1971)
- 1893 - Valerij Ivanovič Mežlauk, politico sovietico († 1938)
- 1893 - Jean Louis Négadelle, ammiraglio francese († 1944)
- 1893 - Doris Schroeder, scrittrice e sceneggiatrice statunitense († 1981)
- 1895 - Anita Stewart, attrice statunitense († 1961)
- 1895 - Mario Torriani, calciatore italiano († 1928)
- 1896 - Thomas Holenstein, politico svizzero († 1962)
- 1896 - Galliano Masini, tenore italiano († 1986)
- 1896 - D'Arcy McCrea, tennista e chirurgo irlandese († 1940)
- 1896 - Jacob Paludan, scrittore danese († 1975)
- 1896 - Frank Sullivan, montatore statunitense († 1972)
- 1897 - Antonio Campolo, calciatore e allenatore di calcio uruguaiano († 1959)
- 1897 - Max Newman, matematico britannico († 1984)
- 1898 - Aniceto Del Massa, scrittore, esoterista e astrologo italiano († 1975)
- 1898 - Hans Krahe, linguista tedesco († 1965)
- 1898 - Valentino Orsolini Cencelli, politico e agronomo italiano († 1971)
- 1898 - Jone Romano, attrice italiana († 1979)
- 1899 - Hans Jenny, geografo svizzero († 1992)
- 1899 - Arvid Pel'še, politico e storico sovietico († 1983)
- 1900 - Alceo Folicaldi, poeta italiano († 1952)
- 1900 - Alfredo Menichelli, attore teatrale e attore cinematografico italiano († 1979)
- 1900 - George Oppenheimer, sceneggiatore, commediografo e giornalista statunitense († 1977)
- 1900 - Josip Primožic, ginnasta jugoslavo († 1985)

## XX secolo(979)
- 1901 - Pierre Billon, regista e sceneggiatore francese († 1981)
- 1901 - Giovanni Bovetti, avvocato e politico italiano († 1965)
- 1901 - Clementina de Jesus, cantante brasiliana († 1987)
- 1901 - Ugo Morin, matematico e antifascista italiano († 1968)
- 1901 - Elisabeth Siegel, pedagogista tedesca († 2002)
- 1902 - Marco Angeli, medico e politico italiano († 1985)
- 1902 - Vladimír Ankrt, pallanuotista cecoslovacco († 1940)
- 1902 - Giovanni Onorato, attore italiano († 1960)
- 1902 - Bruno Streckenbach, generale tedesco († 1977)
- 1903 - François-Nestor Adam, vescovo cattolico italiano († 1990)
- 1903 - Grigorij Lomidze, regista cinematografico sovietico († 1962)
- 1903 - Nikolaj Vasil'evič Novikov, diplomatico e ambasciatore sovietico († 1989)
- 1903 - Tommi Parzinger, illustratore e designer tedesco († 1981)
- 1904 - Tom Bradshaw, calciatore scozzese († 1986)
- 1904 - Rocco D'Assunta, attore italiano († 1970)
- 1904 - Jakob Tuggener, fotografo, regista e pittore svizzero († 1988)
- 1905 - Georges Becker, micologo francese († 1994)
- 1905 - Ulf von Euler, medico e farmacologo svedese († 1983)
- 1905 - Antonio Farinatti, militare italiano († 1943)
- 1905 - Paul Nizan, scrittore, saggista e filosofo francese († 1940)
- 1905 - René de Possel, matematico francese († 1974)
- 1905 - Mihai Tänzer, calciatore rumeno († 1993)
- 1906 - Pu Yi, imperatore cinese († 1967)
- 1906 - Jean Amrouche, scrittore, poeta e critico letterario algerino († 1962)
- 1906 - Oleg Konstantinovič Antonov, ingegnere sovietico († 1984)
- 1906 - Colette Darfeuil, attrice francese († 1998)
- 1906 - Jun Hamamura, attore giapponese († 1995)
- 1907 - Victor Capesius, farmacista e ufficiale tedesco († 1985)
- 1907 - Kurt Hasse, cavaliere tedesco († 1944)
- 1907 - Virgilio Lilli, giornalista, scrittore e pittore italiano († 1976)
- 1908 - Buster Crabbe, nuotatore e attore statunitense († 1983)
- 1908 - Alfred North, pallanuotista britannico († 1988)
- 1908 - Giuseppe Pesenti Gritti, militare italiano
- 1908 - Milton S. Plesset, fisico statunitense († 1991)
- 1908 - Carmen Slabochová, schermitrice cecoslovacca
- 1909 - Willy Bogner, sciatore nordico e imprenditore tedesco († 1977)
- 1909 - Hélder Pessoa Câmara, arcivescovo cattolico brasiliano († 1999)
- 1909 - Wilhelm Freddie, pittore, scultore e regista danese († 1995)
- 1909 - Giovanni Firpo, ciclista su strada italiano († 1994)
- 1909 - Giuseppe Geigerle, calciatore italiano († 1990)
- 1909 - Silvio Golzio, statistico, dirigente d'azienda e banchiere italiano († 1994)
- 1909 - Amedeo Guillet, militare e diplomatico italiano († 2010)
- 1909 - David McGregor, pallanuotista britannico († 1990)
- 1909 - Silvio Zavala, storico messicano († 2014)
- 1910 - Max Bense, filosofo e scrittore tedesco († 1990)
- 1910 - Pilar Gómez Ferrer, attrice spagnola († 2009)
- 1910 - Ted Sagar, calciatore inglese († 1986)
- 1910 - Elsa Thiemann, fotografa tedesca († 1981)
- 1910 - Fiorenzo Tomea, pittore italiano († 1960)
- 1911 - Nándor Bán, calciatore e allenatore di calcio ungherese († 1999)
- 1911 - Ricardo Frione, calciatore e allenatore di calcio uruguaiano († 1986)
- 1911 - Aldo Gentilini, pittore e scultore italiano († 1982)
- 1911 - Takako Irie, attrice e produttrice cinematografica giapponese († 1995)
- 1911 - Rudolf Raftl, calciatore austriaco († 1994)
- 1912 - Alfred Desenclos, compositore francese († 1971)
- 1912 - Russell Drysdale, pittore australiano († 1981)
- 1912 - Emilio Gattoronchieri, calciatore italiano († 1993)
- 1912 - Matthias Heidemann, calciatore tedesco († 1970)
- 1912 - Henri Romagnesi, micologo francese († 1999)
- 1912 - Giovanni Battista Semino, pittore e scultore italiano († 1987)
- 1912 - Roy Sullivan, statunitense († 1983)
- 1913 - George Worsley Adamson, disegnatore, illustratore e incisore statunitense († 2005)
- 1913 - Oskar Danon, compositore e direttore d'orchestra bosniaco († 2009)
- 1913 - Diego De Minicis, scultore e pittore italiano († 1942)
- 1913 - Domenico Fenocchio, pilota motociclistico italiano († 2007)
- 1913 - Ramón Mercader, agente segreto spagnolo († 1978)
- 1913 - Walenty Musielak, calciatore polacco († 1977)
- 1913 - Emilio Rancilio, calciatore italiano († 1982)
- 1913 - Dave Williams, cestista statunitense († 1983)
- 1914 - Pietro Pajetta, partigiano italiano († 1944)
- 1915 - Teoctist Arăpașu, religioso rumeno († 2007)
- 1915 - Eddie Bracken, attore statunitense († 2002)
- 1915 - Georges-André Chevallaz, politico svizzero († 2002)
- 1915 - Carlo Felice Cillario, direttore d'orchestra italiano († 2007)
- 1915 - Torajiro Kataoka, pallanuotista giapponese
- 1915 - Sandro Paparatti, poeta e traduttore italiano († 1998)
- 1915 - Galina Pugachenkova, archeologa e storica dell'arte sovietica († 2007)
- 1916 - Cino Boccazzi, scrittore e alpinista italiano († 2009)
- 1916 - Leo Freisinger, pattinatore di velocità su ghiaccio statunitense († 1985)
- 1916 - Maria Mirecka-Loryś, partigiana polacca († 2022)
- 1916 - Colin Murray Turbayne, filosofo australiano († 2006)
- 1918 - Lin Lanying, fisica e ingegnere cinese († 2003)
- 1919 - Desmond Doss, militare statunitense († 2006)
- 1919 - Jock Mahoney, attore e stuntman statunitense († 1989)
- 1919 - Ilse Pausin, pattinatrice artistica su ghiaccio austriaca († 1999)
- 1919 - Bahriye Üçok, teologa, politica e attivista turca († 1990)
- 1920 - Giovanni Corrieri, ciclista su strada italiano († 2017)
- 1920 - Miguel Lourenço, calciatore portoghese
- 1920 - Don Martin, cestista e allenatore di pallacanestro statunitense († 1997)
- 1920 - Augusto Mazzucato, calciatore italiano
- 1921 - Suzanne Chaisemartin, organista e insegnante francese († 2017)
- 1921 - Renato Gnocchi, politico italiano († 1982)
- 1921 - Nexhmije Hoxha, politica albanese († 2020)
- 1921 - Jean Richard, storico francese († 2021)
- 1922 - Roberto Beghi, calciatore italiano
- 1922 - Hattie Jacques, attrice britannica († 1980)
- 1922 - Otello Sarzi, burattinaio e antifascista italiano († 2001)
- 1923 - Keefe Brasselle, attore, regista e produttore televisivo statunitense († 1981)
- 1923 - Dora Bryan, attrice britannica († 2014)
- 1923 - George Lascelles, VII conte di Harewood, nobile e direttore artistico britannico († 2011)
- 1923 - Joe Maross, attore statunitense († 2009)
- 1923 - Jiří Pelikán, attivista cecoslovacco († 1999)
- 1923 - Armando Robles Godoy, regista e sceneggiatore peruviano († 2010)
- 1923 - Grigorij Vasil'evič Romanov, politico sovietico († 2008)
- 1923 - Dick Shrider, cestista, allenatore di pallacanestro e dirigente sportivo statunitense († 2014)
- 1924 - Oscar Blando, attore italiano († 1994)
- 1924 - Lione Fioravante, pittore italiano († 2015)
- 1924 - Johnny Jordaan, cantante olandese († 1989)
- 1924 - Benjamín Santos, allenatore di calcio e calciatore argentino († 1964)
- 1924 - Catherine Small Long, politica statunitense († 2019)
- 1925 - Daniele Alabiso, montatore italiano
- 1925 - José Curti, calciatore e allenatore di calcio argentino († 2010)
- 1925 - Anatole Dauman, produttore cinematografico francese († 1998)
- 1925 - Luigi Ganassi, calciatore italiano († 2007)
- 1925 - Ján Hluchý, cestista e allenatore di pallacanestro cecoslovacco († 1994)
- 1925 - Hans Schmidt, wrestler canadese († 2012)
- 1925 - Romolo Valli, attore italiano († 1980)
- 1925 - Francesco Varicelli, calciatore italiano
- 1926 - Ted Alevizos, cantante statunitense († 2009)
- 1926 - Konstantin Petrovič Feoktistov, ingegnere e cosmonauta sovietico († 2009)
- 1926 - Oreste Granillo, politico e dirigente sportivo italiano († 1997)
- 1926 - Estanislao Esteban Karlic, cardinale e arcivescovo cattolico argentino († 2025)
- 1926 - Zaki Selim, cestista egiziano († 1979)
- 1926 - Mark Evgenovič Tajmanov, pianista e scacchista russo († 2016)
- 1926 - Keiko Tsushima, attrice giapponese († 2012)
- 1926 - Vinicio Vergoni, scrittore italiano († 2017)
- 1927 - Giovanni Alasia, sindacalista, politico e partigiano italiano († 2015)
- 1927 - Luigi Bortolussi, politico italiano († 2012)
- 1927 - Samuel Cummings, imprenditore statunitense († 1998)
- 1927 - Juliette Gréco, cantante e attrice francese († 2020)
- 1927 - Vladimir Kuc, mezzofondista sovietico († 1975)
- 1927 - Leonid Millionščikov, regista sovietico
- 1928 - Nino Ginex, cantante italiano († 2008)
- 1928 - Sonja Ludvigsen, politica norvegese († 1974)
- 1928 - Luigi Scarascia, allenatore di calcio e calciatore italiano († 2008)
- 1929 - Frank Cappuccino, pugile e arbitro di pugilato statunitense († 2015)
- 1929 - Claudio Celli, cantante, paroliere e attore italiano († 2012)
- 1929 - François Fontan, politico e linguista francese († 1979)
- 1929 - Italo Insolera, architetto, urbanista e storico dell'architettura italiano († 2012)
- 1929 - Alice Lok Cahana, pittrice ungherese († 2017)
- 1929 - Ambrogio Ravasi, vescovo cattolico e missionario italiano († 2020)
- 1930 - Giovanni D'Alfonso, carabiniere italiano († 1975)
- 1930 - David Kahn, storico, giornalista e saggista statunitense († 2024)
- 1930 - Lennart Larsson, fondista svedese († 2021)
- 1930 - Peter Stone, drammaturgo, sceneggiatore e librettista statunitense († 2003)
- 1930 - Anna Vigone, veterinaria italiana († 2015)
- 1931 - Robert McCallum Blumenthal, matematico statunitense († 2012)
- 1931 - Pierre Chambon, biologo francese
- 1931 - Domenico Tarcisio Cortese, vescovo cattolico italiano († 2011)
- 1931 - Franco Giornelli, attore italiano
- 1931 - Valentino Parlato, giornalista, politico e saggista italiano († 2017)
- 1931 - Albert Snell, calciatore inglese († 2007)
- 1931 - Gloria Talbott, attrice statunitense († 2000)
- 1932 - John Atyeo, calciatore inglese († 1993)
- 1932 - Vasilij Kuznecov, multiplista sovietico († 2001)
- 1932 - Nikita Larionovič Larionov, poeta, scrittore e insegnante russo († 2014)
- 1932 - David Messina, giornalista, telecronista sportivo e autore televisivo italiano († 2024)
- 1932 - Domenico Pittella, politico e medico italiano († 2018)
- 1932 - Warren Smith, cantante statunitense († 1980)
- 1932 - Gay Talese, giornalista e scrittore statunitense
- 1932 - Alfred Worden, astronauta statunitense († 2020)
- 1933 - Stuart Burrows, tenore britannico († 2025)
- 1933 - Sergio Cigada, francesista e editore italiano († 2010)
- 1933 - Aldo Ciorba, tecnico del suono italiano († 2011)
- 1933 - Romain Zaleski, imprenditore francese
- 1934 - Lennart Backman, ex calciatore svedese
- 1934 - Giovanni Binaghi, politico italiano
- 1934 - Piet Bukman, politico olandese († 2022)
- 1934 - Juan Corona, serial killer messicano († 2019)
- 1934 - Antonio Corso, calciatore italiano († 2018)
- 1934 - King Curtis, sassofonista statunitense († 1971)
- 1934 - Jimmy Dean, cantante e conduttore televisivo statunitense († 2010)
- 1934 - Eddie Fenech Adami, politico maltese
- 1934 - Javier Hervada, giurista spagnolo († 2020)
- 1934 - Earl King, cantante e chitarrista statunitense († 2003)
- 1934 - Aldo Moser, ciclista su strada italiano († 2020)
- 1935 - Heinz Czechowski, poeta e drammaturgo tedesco († 2009)
- 1935 - Luciano Forni, politico italiano († 2020)
- 1935 - Cliff Jones, ex calciatore gallese
- 1935 - Herb Kohl, politico e imprenditore statunitense († 2023)
- 1935 - Robert Markowitz, regista televisivo statunitense
- 1935 - Augusto Rocha, ex calciatore portoghese
- 1936 - Giorgio Bettini, calciatore e allenatore di calcio italiano († 2020)
- 1936 - Giovanni Bondaz, politico e dirigente d'azienda italiano
- 1936 - Jas Gawronski, giornalista, scrittore e politico italiano
- 1936 - Edward Jefferys, velocista sudafricano († 1998)
- 1936 - Marino Klinger, calciatore colombiano († 1975)
- 1936 - Giancarlo Migliavacca, calciatore italiano († 2018)
- 1936 - Luis Santibáñez, allenatore di calcio cileno († 2008)
- 1937 - Pierre Michelin, ex calciatore francese
- 1937 - Pietro Perlingieri, giurista e politico italiano
- 1937 - Svante Thuresson, cantante svedese († 2021)
- 1937 - Vincenzo Zadel, calciatore jugoslavo († 2020)
- 1937 - Paul Zanker, archeologo tedesco
- 1937 - Lucia Zotti, attrice italiana
- 1938 - Ismael Mafra Cabral, calciatore brasiliano († 2009)
- 1938 - Ezio Gallori, sindacalista italiano
- 1938 - Fred LaCour, cestista statunitense († 1972)
- 1938 - Dieter Perau, ex calciatore tedesco
- 1938 - Cayetano Ré, allenatore di calcio e calciatore paraguaiano († 2013)
- 1938 - Vittorio Schiraldi, scrittore, regista e giornalista italiano
- 1938 - Franco Testa, pistard e ciclista su strada italiano († 2025)
- 1939 - Giuseppe Carbone, ex ballerino, coreografo e direttore artistico italiano
- 1939 - Alberto Cerreti, politico italiano († 2019)
- 1939 - Alejandro Conde López, pittore spagnolo
- 1939 - Ewa Krzyzewska, attrice polacca († 2003)
- 1939 - Hassan Habibi, ex calciatore e allenatore di calcio iraniano
- 1939 - Franco Lotti, ex ciclista su strada italiano
- 1939 - Masayuki Matsubara, ex lottatore giapponese
- 1939 - Francisco Mendes, politico guineense († 1978)
- 1939 - Vladimir Tarasov, regista e animatore sovietico
- 1939 - Faustino Turra, calciatore italiano († 2022)
- 1940 - Gary Bond, attore britannico († 1995)
- 1940 - Italo Del Negro, calciatore italiano († 2019)
- 1940 - Jean-Charles Descubes, arcivescovo cattolico francese
- 1940 - Fernando Fernández, fumettista spagnolo († 2010)
- 1940 - Geneviève Guinchard, ex cestista francese
- 1940 - Alfredo Magni, ex calciatore e allenatore di calcio italiano
- 1940 - Toshihide Maskawa, fisico giapponese († 2021)
- 1940 - Michael McNeil, ex calciatore inglese
- 1940 - Alan Spence, ex calciatore inglese
- 1940 - Agostino Superbo, arcivescovo cattolico italiano
- 1940 - Tony Tan, politico singaporiano
- 1941 - Kevin Crossley-Holland, traduttore, scrittore e poeta britannico
- 1941 - Marcello De Donno, ammiraglio italiano
- 1941 - Nadine Delache, nuotatrice francese
- 1941 - Lou Drofenik, scrittrice maltese
- 1941 - Doc Hastings, politico statunitense
- 1941 - Carmelo Incorvaia, politico italiano
- 1941 - Jim King, ex cestista e allenatore di pallacanestro statunitense
- 1941 - Leslie Lamport, matematico e informatico statunitense
- 1942 - Eugène Cremmer, fisico francese († 2019)
- 1942 - Alain Dhénaut, produttore televisivo francese († 2010)
- 1942 - Karl Galinsky, latinista e filologo classico francese († 2024)
- 1942 - Bernard Lietaer, economista belga († 2019)
- 1942 - Leksa Manuś, poeta e linguista lettone († 1997)
- 1942 - Ivan Mládek, cantautore e comico cecoslovacco
- 1942 - Bujar Shehu, ex cestista e allenatore di pallacanestro albanese
- 1942 - Paolo Tigli, politico italiano
- 1942 - Allan Wagner, diplomatico e politico peruviano
- 1943 - Franco Bodrero, ciclista su strada italiano († 1970)
- 1943 - Matthias Brehme, ex ginnasta tedesco
- 1943 - Greydon Clark, regista, sceneggiatore e produttore cinematografico statunitense
- 1943 - Eric Foner, storico statunitense
- 1943 - Gareth Hunt, attore britannico († 2007)
- 1943 - Vittorio Paravia, imprenditore italiano
- 1943 - Jos van der Vleuten, ciclista su strada e ciclocrossista olandese († 2011)
- 1944 - Michael A. Andrews, politico statunitense
- 1944 - Mario Ascheri, storico italiano
- 1944 - Luiz Cláudio Menon, ex cestista brasiliano
- 1944 - Mario Tullio Montano, schermidore italiano († 2017)
- 1944 - Barrie M. Osborne, produttore cinematografico statunitense
- 1944 - Agostino Saccà, giornalista, dirigente pubblico e produttore televisivo italiano
- 1945 - Gerald Davies, rugbista a 15, dirigente d'azienda e dirigente sportivo britannico
- 1945 - Ricardo González Rotela, ex calciatore paraguaiano
- 1945 - Bo Johansson, ex sollevatore svedese
- 1945 - Julio María Elías Montoya, vescovo cattolico spagnolo
- 1945 - Giuseppe Picella, ex calciatore italiano
- 1945 - Valentino Salvoldi, presbitero e scrittore italiano
- 1946 - Héctor Babenco, regista, sceneggiatore e produttore cinematografico argentino († 2016)
- 1946 - Cheikh Fall, cestista senegalese († 2008)
- 1946 - Jeff Van Note, ex giocatore di football americano statunitense
- 1946 - John Marvin LeVoir, vescovo cattolico statunitense
- 1946 - Per Loraas, ex calciatore norvegese
- 1946 - Brian Patten, poeta e scrittore britannico
- 1946 - Pete Postlethwaite, attore britannico († 2011)
- 1946 - Bruno Veronesi, imprenditore italiano
- 1947 - Wayne Allwine, doppiatore, effettista e disegnatore statunitense († 2009)
- 1947 - Flemming Jørgensen, cantante pop e attore danese († 2011)
- 1947 - Ugo Libero Lobina, pittore e scrittore italiano
- 1947 - Jim O'Brien, ex giocatore di football americano statunitense
- 1947 - John Rowlands, calciatore inglese († 2020)
- 1947 - Sergio Vedovato, politico italiano
- 1947 - John Weathers, batterista britannico
- 1948 - René Berthod, ex sciatore alpino svizzero
- 1948 - Claudio Caligari, regista e sceneggiatore italiano († 2015)
- 1948 - David Campbell, tastierista, compositore e produttore discografico canadese
- 1948 - Leroy DeLeon, calciatore trinidadiano († 2025)
- 1948 - Flavio Del Barba, ex calciatore italiano
- 1948 - Corrado Francia, cantante italiano († 2021)
- 1948 - David Harvey, ex calciatore scozzese
- 1949 - Wilfried Böse, terrorista tedesco († 1976)
- 1949 - Paulo César Carpegiani, ex calciatore e allenatore di calcio brasiliano
- 1949 - Vittorio Colizzi, virologo italiano
- 1949 - Carlos Omar Delgado, calciatore ecuadoriano († 2002)
- 1949 - Joe English, musicista e batterista statunitense
- 1949 - Giancarlo Gabbianelli, politico italiano
- 1949 - Gianni Giannini, attore, cantante e cabarettista italiano
- 1949 - Daniel Jeandupeux, allenatore di calcio, ex calciatore e dirigente sportivo svizzero
- 1949 - Alan Lancaster, cantante e bassista inglese († 2021)
- 1949 - Luigi Moretti, arcivescovo cattolico italiano
- 1949 - Pato Moure, giornalista brasiliano
- 1949 - Aldo Perrotta, politico italiano
- 1949 - Gian Antonio Simoni, ex pilota di rally italiano
- 1949 - Bert Sommer, cantante e attore statunitense († 1990)
- 1949 - Al Trost, ex calciatore statunitense
- 1949 - Tadashi Yanai, imprenditore giapponese
- 1950 - Mauro Bellugi, calciatore italiano († 2021)
- 1950 - Wally Buono, dirigente sportivo e allenatore di football americano italiano
- 1950 - Marilyn Cochran, ex sciatrice alpina statunitense
- 1950 - Karen Joy Fowler, scrittrice statunitense
- 1950 - Patrick McGrath, scrittore inglese
- 1950 - Gabriele Alberto Quadri, scrittore, poeta e insegnante svizzero († 2025)
- 1950 - Ramon Solsona i Sancho, scrittore e pubblicista spagnolo
- 1950 - Dušan Spiner, vescovo cattolico slovacco
- 1950 - Susan Taslimi, attrice, regista e sceneggiatrice iraniana
- 1950 - Zdravko Zupan, fumettista, illustratore e storico dell'arte jugoslavo († 2015)
- 1950 - Massimo de Bernart, direttore d'orchestra italiano († 2004)
- 1951 - Patrick Allen, politico e pastore protestante giamaicano
- 1951 - Baccara, cantante spagnola
- 1951 - Thibault Damour, fisico francese
- 1951 - Eddie Kelly, ex calciatore scozzese
- 1951 - Sisto Nigro, fumettista italiano
- 1951 - Michele Ranieli, avvocato e politico italiano
- 1951 - Manfred Schumann, ex bobbista e ex ostacolista tedesco
- 1952 - Syusy Blady, conduttrice televisiva, cabarettista e scrittrice italiana
- 1952 - Antonio Catricalà, avvocato, magistrato e dirigente pubblico italiano († 2021)
- 1952 - Giuseppe Fallica, politico italiano
- 1952 - Pepeu Gomes, cantante, compositore e chitarrista brasiliano
- 1952 - John Hickenlooper, politico, imprenditore e geologo statunitense
- 1952 - Marco Ravaglioli, giornalista e politico italiano
- 1952 - Vasco Rossi, cantautore italiano
- 1952 - Tim Saunders, poeta, giornalista e linguista britannico
- 1952 - Didi Senft, inventore tedesco
- 1953 - Robert Brazile, ex giocatore di football americano statunitense
- 1953 - John Dugan, attore statunitense
- 1953 - Bruce Gaitsch, chitarrista, compositore e produttore discografico statunitense
- 1953 - Maria Pace Ottieri, scrittrice italiana
- 1953 - Francesco Salvi, attore, comico e cabarettista italiano
- 1953 - Hamdi el-Seoudi, ex cestista egiziano
- 1953 - Ernst Thole, comico, attore e cabarettista olandese († 1988)
- 1953 - Nikita Tjagunov, regista sovietico († 1992)
- 1954 - Dieter Bohlen, cantante, musicista e produttore discografico tedesco
- 1954 - Lucio Caracciolo, giornalista italiano
- 1954 - Maïk Darah, attrice, doppiatrice e cantante francese
- 1954 - Raffaele Fiore, terrorista italiano († 2025)
- 1954 - Marlene Font, ex schermitrice cubana
- 1954 - Giovanni Forti, giornalista italiano († 1992)
- 1954 - Gianna Malisani, politica italiana
- 1954 - Rune Ottesen, ex calciatore norvegese
- 1954 - Ulrich Pinner, ex tennista tedesco
- 1955 - Andrea Annunziata, politico italiano
- 1955 - Alexandrina Bira, ex cestista rumena
- 1955 - Miguel Ferrer, attore statunitense († 2017)
- 1955 - Vincenzo Galioto, politico italiano
- 1955 - Steven Gould, scrittore statunitense
- 1955 - Romuald Kamiński, vescovo cattolico polacco
- 1955 - Bruno Molea, politico e dirigente sportivo italiano
- 1955 - Accursio Montalbano, politico italiano
- 1955 - Michael Noack, ex calciatore tedesco orientale
- 1956 - Eva Ayllón, cantante e compositrice peruviana
- 1956 - José Manuel Beirán, ex cestista spagnolo
- 1956 - Giancarlo De Cataldo, ex magistrato, scrittore e sceneggiatore italiano
- 1956 - Maurizio Ferraris, filosofo italiano
- 1956 - Zinaida Greceanîi, politica moldava
- 1956 - Irene Maarschalkerweerd, ex cestista olandese
- 1956 - Giorgio Meschini, politico italiano
- 1956 - Emo Philips, attore e comico statunitense
- 1956 - John Posey, attore statunitense
- 1956 - Annibale Ruccello, drammaturgo, attore e regista teatrale italiano († 1986)
- 1956 - Mark St. John, chitarrista statunitense († 2007)
- 1956 - Rick Wilson, ex cestista statunitense
- 1957 - Gino Maes, ex calciatore belga
- 1957 - Peter von Strombeck, attore tedesco
- 1957 - Hatim Zaghloul, ingegnere e inventore egiziano
- 1957 - Sergio Zanon, bobbista italiano
- 1958 - Vladimir Aleksandrov, ex bobbista sovietico
- 1958 - Giuseppe Baresi, ex calciatore italiano
- 1958 - Raphy Manjaly, arcivescovo cattolico indiano
- 1958 - Manuel Mijares, cantante messicano
- 1958 - Mike O'Koren, ex cestista e allenatore di pallacanestro statunitense
- 1958 - Matthew Ridley, V visconte Ridley, divulgatore scientifico, giornalista e saggista britannico
- 1959 - Christine Angot, scrittrice e drammaturga francese
- 1959 - Franco Capponi, politico italiano
- 1959 - Sammy Lee, allenatore di calcio e ex calciatore inglese
- 1959 - Mick McCarthy, allenatore di calcio e ex calciatore irlandese
- 1959 - Karel Mokrý, scacchista ceco
- 1959 - Daniela Ruffino, politica italiana
- 1959 - Timothy Shew, attore statunitense
- 1959 - Attilio Sorbi, allenatore di calcio e ex calciatore italiano
- 1959 - Nicoletta Vallorani, scrittrice, anglista e blogger italiana
- 1959 - Mauro Vegni, dirigente sportivo italiano
- 1960 - Klaus J. Behrendt, attore tedesco
- 1960 - Gianfranco Burchiellaro, politico italiano
- 1960 - Gabriel Calderón, allenatore di calcio e ex calciatore argentino
- 1960 - Luis Cresencio Sandoval, generale messicano
- 1960 - Urszula Kasprzak, cantante e cantautrice polacca
- 1960 - Bart Kosko, logico statunitense
- 1960 - Albert Kriemler, stilista svizzero
- 1960 - Michael Marx, ex pistard tedesco
- 1960 - Yasunori Matsumoto, attore e doppiatore giapponese
- 1960 - Massimo Mattiazzo, allenatore di calcio e ex calciatore italiano
- 1960 - Sandra Savino, politica italiana
- 1960 - Robert Smigel, attore, comico e sceneggiatore statunitense
- 1960 - James Spader, attore statunitense
- 1961 - Donald Joseph Bolen, arcivescovo cattolico canadese
- 1961 - Nicky Cross, allenatore di calcio e ex calciatore inglese
- 1961 - Amleto De Silva, scrittore, vignettista e blogger italiano († 2024)
- 1961 - Mike Dooley, scrittore e imprenditore statunitense
- 1961 - Clare Ann Matz, musicista, regista e pittrice statunitense
- 1961 - Allen West, politico e militare statunitense
- 1961 - Alfred Zijai, calciatore albanese († 2013)
- 1961 - László Zsadányi, ex calciatore e ex giocatore di calcio a 5 ungherese
- 1962 - Salvatore Antibo, ex mezzofondista italiano
- 1962 - Garth Brooks, cantante statunitense
- 1962 - David Bryan, tastierista e compositore statunitense
- 1962 - José Carlos da Costa Araújo, calciatore brasiliano († 2009)
- 1962 - Romuald Hazoumè, scultore e pittore beninese
- 1962 - Mohammed Ibrahem, ex calciatore e allenatore di calcio kuwaitiano
- 1962 - Eddie Izzard, comico, attore e sceneggiatore britannico
- 1962 - Nicolò Napoli, allenatore di calcio, ex calciatore e ex giocatore di calcio a 5 italiano
- 1963 - Jason Leland Adams, attore e produttore cinematografico statunitense
- 1963 - Giuseppe De Martino, ex calciatore italiano
- 1963 - Thomas Fahrner, ex nuotatore tedesco
- 1963 - Andrea Gios, politico, dirigente sportivo e ex hockeista su ghiaccio italiano
- 1963 - David Hackl, regista e scenografo canadese
- 1963 - Nadia Marchi, ex tiratrice a segno sammarinese
- 1963 - Dwayne McClain, ex cestista statunitense
- 1963 - Javier Perez-Capdevila, matematico cubano
- 1963 - Andrea Renzi, regista teatrale e attore italiano
- 1963 - Heidemarie Stefanyshyn-Piper, ex astronauta statunitense
- 1964 - Wim Arras, ex ciclista su strada belga
- 1964 - Cesare Basile, cantautore italiano
- 1964 - Silvia Bonucci, scrittrice e traduttrice italiana († 2015)
- 1964 - Hamish French, ex calciatore e allenatore di calcio scozzese
- 1964 - Gretchen Magers, ex tennista statunitense
- 1964 - Phil Ohl, ex cestista e allenatore di pallacanestro canadese
- 1964 - Cynthia Woodhead, ex nuotatrice statunitense
- 1965 - Ignacio Ambríz, allenatore di calcio e ex calciatore messicano
- 1965 - Holger Bauroth, ex fondista tedesco
- 1965 - Toby Bourke, cantante e cantautore irlandese
- 1965 - Andrea Chiurato, ex ciclista su strada italiano
- 1965 - Emanuela Folliero, conduttrice televisiva e ex modella italiana
- 1965 - Jason Gedrick, attore statunitense
- 1965 - Reto Gertschen, allenatore di calcio, dirigente sportivo e ex calciatore svizzero
- 1965 - Andrea Giuffredi, trombettista italiano
- 1965 - Róger Gómez, ex calciatore costaricano
- 1965 - Domenico Gorla, ex velocista italiano
- 1965 - Chris Rock, attore, comico e cabarettista statunitense
- 1965 - Daniel Sangouma, ex velocista francese
- 1965 - Richard Taylor, effettista, truccatore e costumista neozelandese
- 1965 - Iehiro Tokugawa, scrittore e traduttore giapponese
- 1966 - Horacio Del Federico, allenatore di pallavolo e ex pallavolista argentino
- 1966 - Cristina Garavaglia, attrice e modella italiana
- 1966 - Phillip Gyau, allenatore di calcio, ex calciatore e ex giocatore di beach soccer statunitense
- 1966 - Claude Issorat, ex atleta paralimpico francese
- 1966 - Eric Johnson, ex cestista statunitense
- 1966 - Jyrki Järvi, ex velista finlandese
- 1966 - Andrej Mal'cev, allenatore di pallacanestro e ex cestista russo
- 1966 - Tiziano Motti, politico e musicista italiano
- 1966 - Álvaro Muñoz, ex giocatore di calcio a 5 spagnolo
- 1966 - Kristin Otto, ex nuotatrice tedesca
- 1966 - Jorge Pellicer, allenatore di calcio e ex calciatore cileno
- 1966 - Luketz Swartbooi, ex maratoneta namibiano
- 1966 - Shōu Tajima, fumettista giapponese
- 1966 - Vasilīs Tsapropoulos, pianista e compositore greco
- 1966 - Manuela Villa, cantante italiana
- 1966 - Monika Weber-Koszto, ex schermitrice rumena
- 1966 - Ludwig Willems, ex ciclista su strada belga
- 1966 - Francisco Zapata, ex cestista spagnolo
- 1967 - Stjepan Andrijašević, ex calciatore croato
- 1967 - Nicolae Ciucă, generale e politico rumeno
- 1967 - Corrado Fantini, ex pesista italiano
- 1967 - Mondo Grosso, musicista giapponese
- 1967 - Ol'ga Michajlova, ex cestista russa
- 1967 - Frederick Pitcher, politico nauruano
- 1967 - Alexander Strehmel, allenatore di calcio e ex calciatore tedesco
- 1967 - Eberhard Trautner, ex calciatore tedesco
- 1968 - Peter Bondra, ex hockeista su ghiaccio slovacco
- 1968 - Brian Deane, allenatore di calcio e ex calciatore inglese
- 1968 - Sully Erna, cantante statunitense
- 1968 - Piero Greco, allenatore di hockey su ghiaccio e ex hockeista su ghiaccio canadese
- 1968 - Katja Kean, ex attrice pornografica danese
- 1968 - Magdalena Moise, ex cestista rumena
- 1968 - Davide Pessina, ex cestista italiano
- 1968 - Giovanni Scattone, insegnante italiano
- 1968 - Niklaus Schurtenberger, cavaliere svizzero
- 1968 - Martin Sinner, ex tennista tedesco
- 1968 - Mark Tewksbury, ex nuotatore canadese
- 1968 - Wu Bing, ex calciatore e ex giocatore di calcio a 5 cinese
- 1969 - Fernando Cáceres, ex calciatore argentino
- 1969 - Jean-Michel Ferri, ex calciatore francese
- 1969 - Omar Hamenad, allenatore di calcio e ex calciatore algerino
- 1969 - Matthias Hinze, attore e doppiatore tedesco († 2007)
- 1969 - Viktor Majgurov, dirigente sportivo e ex biatleta russo
- 1969 - Ben Mezrich, scrittore statunitense
- 1969 - Porntip Nakhirunkanok, modella thailandese
- 1969 - David Notoane, allenatore di calcio sudafricano
- 1969 - Maurizio Rinino, ex calciatore italiano
- 1969 - Fiona Robinson, ex cestista e pallamanista australiana
- 1969 - Melissa Soligo, giocatrice di curling canadese
- 1969 - Takeshi Urakami, ex calciatore giapponese
- 1970 - Riccardo Bracaloni, allenatore di calcio e ex calciatore italiano
- 1970 - Francesco Carraro, scrittore e giornalista italiano
- 1970 - Martinho Joaquim Castella Quessongo, ex calciatore angolano
- 1970 - Abdul Thompson Conteh, ex calciatore sierraleonese
- 1970 - Ron Curry, cestista statunitense († 2018)
- 1970 - Michael Grimm, politico e militare statunitense
- 1970 - Stanley Roberts, ex cestista statunitense
- 1970 - Simone White, cantante statunitense
- 1971 - Elisabeth Cebrián, ex cestista spagnola
- 1971 - Emmanuel Curtil, attore e doppiatore francese
- 1971 - Ingo Freyer, allenatore di pallacanestro e ex cestista tedesco
- 1971 - Io, Carlo, cantautore e produttore discografico italiano
- 1971 - Marek Koźmiński, ex calciatore polacco
- 1971 - Natalie Obkircher, ex slittinista italiana
- 1971 - Abdullah Saihan, ex calciatore kuwaitiano
- 1971 - Kevin Thompson, ex cestista statunitense
- 1972 - Husain Al-Khodari, ex calciatore kuwaitiano
- 1972 - Essence Atkins, attrice statunitense
- 1972 - Stephanie Cook, ex pentatleta britannica
- 1972 - Ippolita Di Majo, sceneggiatrice e storica dell'arte italiana
- 1972 - Vanessa Duriès, scrittrice francese († 1993)
- 1972 - Pino Gagliardi, giornalista, conduttore televisivo e autore televisivo italiano
- 1972 - Lorenzo Granai, copilota di rally italiano
- 1972 - Delia Grigore, filologa, antropologa e attivista rumena
- 1972 - Chris Lieto, triatleta statunitense
- 1972 - Robyn Lively, attrice statunitense
- 1972 - Gianni Migliorini, allenatore di calcio e ex calciatore italiano
- 1972 - Franck Perrot, ex biatleta francese
- 1972 - Stephanie Swift, ex attrice pornografica statunitense
- 1972 - Federico Taddia, autore televisivo, saggista e conduttore televisivo italiano
- 1972 - Amon Tobin, musicista e disc jockey brasiliano
- 1972 - Herbert Wieger, ex calciatore austriaco
- 1973 - Davide Bergamini, politico italiano
- 1973 - Tim Bowens, ex giocatore di football americano statunitense
- 1973 - Stephen Fincher, politico statunitense
- 1973 - Kristin Godridge, ex tennista australiana
- 1973 - Bridgette Gusterson, pallanuotista australiana
- 1973 - Juwan Howard, ex cestista e allenatore di pallacanestro statunitense
- 1973 - Niesa Johnson, ex cestista statunitense
- 1973 - Siniša Mulina, allenatore di calcio e ex calciatore bosniaco
- 1973 - Gerd Siegmund, ex saltatore con gli sci tedesco
- 1973 - Kate Thornton, conduttrice televisiva, giornalista e conduttrice radiofonica britannica
- 1973 - Victor Webster, attore canadese
- 1973 - Petăr Žabov, ex calciatore bulgaro
- 1974 - Jonathan Bell, rugbista a 15, insegnante e allenatore di rugby a 15 britannico
- 1974 - Abdominal, rapper canadese
- 1974 - Steve Nash, dirigente sportivo, ex cestista e allenatore di pallacanestro canadese
- 1974 - Nujabes, disc jockey, compositore e arrangiatore giapponese († 2010)
- 1974 - Gianni Resta, cantautore italiano
- 1974 - Sergej Volkov, scacchista russo
- 1974 - J Dilla, disc jockey, polistrumentista e rapper statunitense († 2006)
- 1975 - Kaspars Astašenko, hockeista su ghiaccio lettone († 2012)
- 1975 - Duke Montana, rapper italiano
- 1975 - Marco Carola, musicista e disc jockey italiano
- 1975 - Alexandre Daigle, ex hockeista su ghiaccio canadese
- 1975 - Rémi Gaillard, youtuber e comico francese
- 1975 - Roberto Gasparro, regista cinematografico e sceneggiatore italiano
- 1975 - Stefan Georgiev, ex sollevatore bulgaro
- 1975 - Bo Henriksen, allenatore di calcio e ex calciatore danese
- 1975 - Kim Jung-gi, illustratore e fumettista sudcoreano († 2022)
- 1975 - Laura Lazzari, ex cestista italiana
- 1975 - Emily Loizeau, cantautrice e compositrice francese
- 1975 - Hennadij Medvedjev, ex calciatore ucraino
- 1975 - Alessandro Prete, attore e regista italiano
- 1975 - Rafik Saïfi, ex calciatore algerino
- 1975 - Zeca, ex calciatore portoghese
- 1976 - Florent Brard, ex ciclista su strada francese
- 1976 - Mariangela Cirone, ex cestista italiana
- 1976 - Åshild Irgens, illustratrice norvegese
- 1976 - Kim Ji-yun, ex cestista sudcoreana
- 1976 - Lina Marsico, ex calciatrice italiana
- 1976 - Azər Məmmədov, allenatore di calcio e ex calciatore azero
- 1976 - Daisuke Oku, calciatore giapponese († 2014)
- 1976 - Rischio, rapper italiano
- 1976 - Sreto Ristić, allenatore di calcio e ex calciatore serbo
- 1976 - Mark Sanford, ex cestista e allenatore di pallacanestro statunitense
- 1976 - Milivoje Simeunović, ex giocatore di calcio a 5 sloveno
- 1977 - Giōrgos Alexopoulos, allenatore di calcio e ex calciatore greco
- 1977 - Thomas Andrieux, ex cestista e allenatore di pallacanestro francese
- 1977 - Christian Bouckenooghe, ex calciatore neozelandese
- 1977 - Ingrid Boyeldieu, calciatrice francese († 2019)
- 1977 - Carlos Cazorla, ex cestista spagnolo
- 1977 - Chen Xiaomin, ex sollevatrice cinese
- 1977 - Luigi Consonni, allenatore di calcio e ex calciatore italiano
- 1977 - Saviour Darmanin, ex calciatore maltese
- 1977 - Brett Fischer, ex sciatore alpino statunitense
- 1977 - Ismael Ruiz, ex calciatore spagnolo
- 1977 - Tsuneyasu Miyamoto, allenatore di calcio e ex calciatore giapponese
- 1977 - Giacomo Paganessi, ex assistente arbitrale di calcio italiano
- 1977 - Dīmītrīs Papanikolaou, ex cestista e allenatore di pallacanestro greco
- 1977 - Mariusz Pudzianowski, sollevatore, artista marziale misto e strongman polacco
- 1977 - Simone Raineri, canottiere italiano
- 1977 - Dee Rees, regista e sceneggiatrice statunitense
- 1977 - Pëtr Samojlenko, ex cestista russo
- 1977 - Hillary Wolf, judoka statunitense
- 1978 - David Äbischer, allenatore di hockey su ghiaccio e ex hockeista su ghiaccio svizzero
- 1978 - Massimiliano Di Franco, pallavolista italiano
- 1978 - Frank Drmic, ex cestista australiano
- 1978 - Theo Francken, politico belga
- 1978 - Manuela Gentili, ex ostacolista italiana
- 1978 - Harriet Hunt, scacchista britannica
- 1978 - Marina Kislova, ex velocista russa
- 1978 - Péter Kovács, ex calciatore ungherese
- 1978 - Ashton Kutcher, attore, modello e produttore cinematografico statunitense
- 1978 - Ivan Leko, allenatore di calcio e ex calciatore croato
- 1978 - Branimir Longin, ex cestista croato
- 1978 - Gabe Muoneke, ex cestista nigeriano
- 1978 - Adama Njie, ex mezzofondista gambiana
- 1978 - Milt Palacio, ex cestista e allenatore di pallacanestro statunitense
- 1978 - Daniel Van Buyten, ex calciatore belga
- 1978 - Roger Zweifel, ex sciatore alpino svizzero
- 1979 - Nikos Androulakis, politico greco
- 1979 - Michele Barcaiuolo, politico italiano
- 1979 - Daniel Bierofka, allenatore di calcio e ex calciatore tedesco
- 1979 - Nicola Campedelli, allenatore di calcio e ex calciatore italiano
- 1979 - Luis Carrión, allenatore di calcio e ex calciatore spagnolo
- 1979 - Nicolas Dieuze, ex calciatore francese
- 1979 - Birahim Diop, ex calciatore senegalese
- 1979 - Florian Eckert, ex sciatore alpino tedesco
- 1979 - Meike Freitag, ex nuotatrice tedesca
- 1979 - Tawakkol Karman, politica e attivista yemenita
- 1979 - Jurij Krivcov, ex ciclista su strada ucraino
- 1979 - Thomas Mandl, ex calciatore austriaco
- 1979 - Andrea Pinzan, ex calciatore italiano
- 1979 - Semeka Randall, ex cestista e allenatrice di pallacanestro statunitense
- 1979 - Cerina Vincent, attrice e scrittrice statunitense
- 1980 - Paolo Amendola, allenatore di pallavolo italiano
- 1980 - Kadidja Andersson, ex cestista svedese
- 1980 - Emma Ania, velocista britannica
- 1980 - Jevhenij Borkin, pentatleta ucraino
- 1980 - Richie Castellano, chitarrista, tastierista e tecnico del suono statunitense
- 1980 - Maximiliano Cejas, ex calciatore argentino
- 1980 - Luigi Cennamo, ex calciatore italiano
- 1980 - Javier Filardi, pallavolista argentino
- 1980 - Lee Jung-hyun, cantante e attrice sudcoreana
- 1980 - Chris Moss, ex cestista statunitense
- 1980 - Saša Papac, ex calciatore bosniaco
- 1980 - Freddy Rech, ex sciatore alpino francese
- 1980 - Iván Velasco, dirigente sportivo e ex ciclista su strada spagnolo
- 1981 - Chen Szu-yuan, arciere taiwanese
- 1981 - Robert Gašpar, ex calciatore australiano
- 1981 - Danny Guijt, calciatore olandese
- 1981 - Ken Kotyk, bobbista canadese
- 1981 - Darcy Dolce Neto, ex calciatore brasiliano
- 1981 - James Snyder, attore e cantante statunitense
- 1981 - Jimmie Wilson, cantante statunitense
- 1982 - Mohammed Bijeh, serial killer iraniano († 2005)
- 1982 - Delia Matache, cantante e personaggio televisivo rumena
- 1982 - A.J. Moye, ex cestista statunitense
- 1982 - Osamu Mukai, attore giapponese
- 1982 - Mickaël Piétrus, ex cestista francese
- 1982 - Florent Raimy, ex calciatore francese
- 1982 - Luay Salah, calciatore iracheno
- 1982 - Nicola Spirig, triatleta svizzera
- 1982 - Hugo Suárez, ex calciatore boliviano
- 1982 - Kelly Williams, cestista statunitense
- 1982 - Yan Feng, calciatore cinese
- 1982 - Nihan Yeldan, ex pallavolista turca
- 1983 - Jonathan Brison, ex calciatore francese
- 1983 - Yannick Deschamps, pilota motociclistico francese
- 1983 - Alexander Dreymon, attore e modello tedesco
- 1983 - Christian Flaschberger, ex sciatore alpino austriaco
- 1983 - Malcolm Howard, canottiere canadese
- 1983 - Christian Klien, pilota automobilistico austriaco
- 1983 - Federico Marchetti, calciatore italiano
- 1983 - Sam Martin, cantante statunitense
- 1983 - Sammy Mejía, ex cestista statunitense
- 1983 - Mark Oldershaw, canoista canadese
- 1983 - Eva Riccobono, supermodella, attrice e conduttrice televisiva italiana
- 1984 - Cinzia Arioli, cestista italiana
- 1984 - Kavin Bryan, ex calciatore giamaicano
- 1984 - Clayton Donaldson, ex calciatore giamaicano
- 1984 - Dan Grunfeld, ex cestista statunitense
- 1984 - Trey Hardee, multiplista statunitense
- 1984 - Ross Jennings, cantante britannico
- 1984 - Enjo Krastovčev, ex calciatore bulgaro
- 1984 - Jessica Lindell Vikarby, ex sciatrice alpina svedese
- 1984 - Jeremy Meeks, modello statunitense
- 1984 - Pontus Morén, allenatore di hockey su ghiaccio e ex hockeista su ghiaccio svedese
- 1984 - Jillian Robbins, ex cestista statunitense
- 1984 - Arlenys Romero, cestista cubana
- 1984 - Melih Selçuk, attore turco
- 1984 - Miloslava Svobodová, ex cestista ceca
- 1985 - Pablo Álvarez Menéndez, ex calciatore uruguaiano
- 1985 - Danilo Baron, giocatore di calcio a 5 brasiliano
- 1985 - Ticão, ex calciatore brasiliano
- 1985 - Mario Brkljača, ex calciatore croato
- 1985 - Clara Bryant, attrice statunitense
- 1985 - Des Buckingham, allenatore di calcio inglese
- 1985 - Brittany Hayes, pallanuotista statunitense
- 1985 - Josh Hennessy, ex hockeista su ghiaccio statunitense
- 1985 - Bernard James, ex cestista statunitense
- 1985 - Tomoyuki Kawabata, pistard giapponese
- 1985 - Nasir Lamine, ex calciatore ghanese
- 1985 - Derrick Lewis, artista marziale misto statunitense
- 1985 - Li Ling, pesista cinese
- 1985 - Ben Madgen, ex cestista australiano
- 1985 - Tina Majorino, attrice e cantante statunitense
- 1985 - Christophe Mandanne, calciatore francese
- 1985 - David Rocha, allenatore di calcio e ex calciatore spagnolo
- 1985 - Tegan Moss, attrice canadese
- 1985 - Leuterīs Nikolaou-Alavanos, politico greco
- 1985 - Christian Reichert, nuotatore tedesco
- 1985 - Melissa Wiik, calciatrice norvegese
- 1985 - William Ribeiro Soares, calciatore brasiliano
- 1985 - Deborah Ann Woll, attrice statunitense
- 1986 - Ben Batt, attore inglese
- 1986 - Vincent Bossou, calciatore togolese
- 1986 - Stephen Colletti, attore statunitense
- 1986 - James Deen, attore pornografico e regista statunitense
- 1986 - T.J. Dillashaw, artista marziale misto statunitense
- 1986 - Martin Fillo, calciatore ceco
- 1986 - Eva Giauro, cestista italiana
- 1986 - Joey Mantia, pattinatore di velocità su ghiaccio statunitense
- 1986 - João Moreira, calciatore portoghese
- 1986 - Michael Orozco, ex calciatore statunitense
- 1986 - Dzmitryj Platonaŭ, ex calciatore bielorusso
- 1986 - Miroslav Šarić, calciatore croato
- 1986 - Melissa Satta, showgirl, modella e conduttrice televisiva italiana
- 1986 - Carlo Sibilia, politico italiano
- 1986 - Lina Stančiūtė, ex tennista lituana
- 1986 - Jonny Steele, ex calciatore nordirlandese
- 1986 - Marcos Tébar, ex calciatore spagnolo
- 1986 - Giorgi Tsintsadze, cestista georgiano
- 1986 - Pippa Wilson, velista britannica
- 1987 - Benedetta Bagnara, ex cestista italiana
- 1987 - Brea Bennett, ex attrice pornografica statunitense
- 1987 - Dani Bondar, ex calciatore israeliano
- 1987 - Monika Brodka, cantante polacca
- 1987 - Joe Cardle, calciatore inglese
- 1987 - Allodin Fothergill, velocista giamaicano
- 1987 - Joel Freeland, ex cestista britannico
- 1987 - Kirby Howell-Baptiste, attrice britannica
- 1987 - Michael Johnson, giocatore di football americano statunitense
- 1987 - Achmad Jufriyanto, calciatore indonesiano
- 1987 - Kerli, cantautrice estone
- 1987 - Jonathan Lacerda, calciatore uruguaiano
- 1987 - Ricardo Nascimento, calciatore brasiliano
- 1987 - Lasha Parghalava, ex cestista georgiano
- 1987 - Alejandro Saez, wrestler cileno
- 1987 - Khalid Suliman, cestista qatariota
- 1987 - Gustav Svensson, calciatore svedese
- 1987 - Ibrahima Thomas, cestista senegalese
- 1987 - Danijel Zagorac, calciatore croato
- 1988 - Naïm Aarab, ex calciatore belga
- 1988 - Giacomo Bellei, pallavolista italiano
- 1988 - Carolina Bianchi, multiplista italiana
- 1988 - Nicki Bille Nielsen, calciatore danese
- 1988 - Roberto Canella, ex calciatore spagnolo
- 1988 - Albin Hodza, ex calciatore albanese
- 1988 - Magnus Jøndal, ex pallamanista norvegese
- 1988 - Ai Kago, cantante e attrice giapponese
- 1988 - Richar Lazcano, pallavolista messicano
- 1988 - Lee Joon, cantante e attore sudcoreano
- 1988 - Taylor Mays, giocatore di football americano statunitense
- 1988 - Michaela Nösig, ex sciatrice alpina austriaca
- 1988 - Alen Patros, ex giocatore di calcio a 5 e calciatore norvegese
- 1988 - Marcel Román, calciatore uruguaiano
- 1988 - Vadym Sapaj, ex calciatore ucraino
- 1988 - Ryūta Sasaki, calciatore giapponese
- 1988 - Christian Schneuwly, ex calciatore svizzero
- 1988 - Tebogo Sembowa, calciatore botswano
- 1988 - Matthew Stafford, giocatore di football americano statunitense
- 1988 - Rizvan Uciev, calciatore russo
- 1988 - Jennifer White, attrice pornografica statunitense
- 1988 - Zou Zheng, ex calciatore cinese
- 1989 - Yumi Adachi, nuotatrice artistica giapponese
- 1989 - Mohamed Amsif, calciatore tedesco
- 1989 - Nick Calathes, cestista statunitense
- 1989 - Abdenasser El Khayati, calciatore olandese
- 1989 - Alejandro González, ex tennista colombiano
- 1989 - Kathrine Rolsted Harsem, fondista norvegese
- 1989 - Michel Kettenmeyer, calciatore lussemburghese
- 1989 - Filip Klikovać, pallanuotista montenegrino
- 1989 - Dar'ja Korobova, sincronetta russa
- 1989 - Vegard Stake Laengen, ciclista su strada norvegese
- 1989 - Louisa Lytton, attrice britannica
- 1989 - Gonzalo Marinelli, calciatore argentino
- 1989 - Yukino Nagamatsu, ex pallavolista giapponese
- 1989 - Gédéon Pitard, cestista camerunese
- 1989 - Alexis Rolín, calciatore uruguaiano
- 1989 - Alexandru Stan, calciatore rumeno
- 1989 - Neil Taylor, allenatore di calcio e ex calciatore gallese
- 1989 - Isaiah Thomas, cestista statunitense
- 1989 - Joffrey Verbruggen, attore belga
- 1989 - Elia Viviani, ciclista su strada e pistard italiano
- 1989 - Oleksandr Volkov, calciatore ucraino
- 1990 - Anna Abreu, cantante finlandese
- 1990 - Emile Béaruné, calciatore francese
- 1990 - Olivier Bonnes, ex calciatore nigerino
- 1990 - Cai Tong-Tong, ginnasta cinese
- 1990 - Morris Claiborne, giocatore di football americano statunitense
- 1990 - Maoulida Darouèche, ex ostacolista comoriano
- 1990 - Oumar Diaby, ex calciatore francese
- 1990 - Neil Etheridge, calciatore inglese
- 1990 - Hua Chenyu, cantante e compositore cinese
- 1990 - Gianluca Lapadula, calciatore italiano
- 1990 - Johnny Leverón, calciatore honduregno
- 1990 - Veselin Marčev, calciatore bulgaro
- 1990 - Jacksepticeye, youtuber e filantropo irlandese
- 1990 - Dalilah Muhammad, ostacolista statunitense
- 1990 - Issa Alekasir, calciatore iraniano
- 1990 - Jules Pélissier, attore francese
- 1990 - Cobus Reinach, rugbista a 15 sudafricano
- 1990 - Francisco Javier Reyes, calciatore honduregno
- 1990 - Jonathan Rousselle, cestista francese
- 1990 - Matthieu Saunier, ex calciatore francese
- 1990 - Ryan Seymour, giocatore di football americano statunitense
- 1990 - Gabriella Slade, costumista britannica
- 1990 - Steven Stamkos, hockeista su ghiaccio canadese
- 1990 - Rebecca Ward, schermitrice statunitense
- 1990 - Theron Wood, calciatore britannico
- 1990 - Margherita Zanon, calciatrice italiana
- 1990 - Serhij Šapoval, calciatore ucraino
- 1991 - Raihan Rahman, calciatore singaporiano
- 1991 - Sargon Abraham, calciatore e giocatore di calcio a 5 svedese
- 1991 - Ian Boswell, ciclista su strada statunitense
- 1991 - Samir Bousenine, ex calciatore andorrano
- 1991 - Natalija Dovhod'ko, canottiera ucraina
- 1991 - Peter Ishiodu, ex cestista, allenatore di pallacanestro e arbitro di pallacanestro svizzero
- 1991 - Francesca Lollobrigida, pattinatrice di velocità su ghiaccio italiana
- 1991 - Marko Milošević, calciatore serbo
- 1991 - Ryan O'Reilly, hockeista su ghiaccio canadese
- 1991 - Moses Ogbu, calciatore nigeriano
- 1991 - Federico Platero, calciatore uruguaiano
- 1991 - Babyface Ray, rapper statunitense
- 1991 - Wanderson Santos Pereira, calciatore brasiliano
- 1991 - Rachel Sibner, attrice statunitense
- 1991 - Aleksandra Sikora, ex calciatrice polacca
- 1991 - Ovie Soko, cestista britannico
- 1991 - Serkay Tütüncü, attore turco
- 1991 - Markus Wheaton, giocatore di football americano statunitense
- 1991 - Matthew Wright, cestista canadese
- 1991 - Angelina Žuk-Krasnova, astista russa
- 1992 - Matteo Achilli, imprenditore italiano
- 1992 - Jose Baxter, ex calciatore inglese
- 1992 - Engin Bekdemir, calciatore belga
- 1992 - Ahmad Benali, calciatore libico
- 1992 - Vladica Brdarovski, calciatore macedone
- 1992 - Ana Beatriz Corrêa, pallavolista brasiliana
- 1992 - Jain, cantautrice francese
- 1992 - Fabio Mian, cestista italiano
- 1992 - Sven Müller, pilota automobilistico tedesco
- 1992 - Sergi Roberto, calciatore spagnolo
- 1992 - Nicole Rolser, dirigente sportivo e ex calciatrice tedesca
- 1992 - Thomas Rortais, attore francese
- 1992 - Marco Sangalli, calciatore spagnolo
- 1992 - Irina Šaripova, modella russa
- 1992 - Clemens Schattschneider, ex snowboarder austriaco
- 1992 - Ksenija Stolbova, pattinatrice artistica su ghiaccio russa
- 1992 - Eleonora Strobbe, arciera italiana
- 1992 - Michael Valgren, ciclista su strada danese
- 1992 - Kylie Verzosa, attrice e modella filippina
- 1992 - Cynthia Vescan, lottatrice francese
- 1992 - Maimi Yajima, cantante e attrice giapponese
- 1993 - Valon Berisha, calciatore norvegese
- 1993 - Davor Blažević, calciatore svedese
- 1993 - Rodrigue Bongongui, calciatore camerunese
- 1993 - Víctor Cabrera, calciatore argentino
- 1993 - Mattia Desilvestro, hockeista su slittino italiano
- 1993 - David Dorfman, attore statunitense
- 1993 - Javon Hargrave, giocatore di football americano statunitense
- 1993 - Srikanth Kidambi, giocatore di badminton indiano
- 1993 - Diego Laxalt, calciatore uruguaiano
- 1993 - Darwin Machís, calciatore venezuelano
- 1993 - Samwel Nyamai Mailu, mezzofondista e maratoneta keniota
- 1993 - Christopher Mears, ex tuffatore, disc jockey e produttore discografico britannico
- 1993 - Bashar Murad, cantautore e attivista palestinese
- 1993 - Todor Nedelev, calciatore bulgaro
- 1993 - Kornel Osyra, calciatore polacco
- 1993 - Harpreet Singh Sandhu, lottatore indiano
- 1993 - Kyle Vassell, calciatore nordirlandese
- 1993 - Guillermo Viscarra, calciatore boliviano
- 1993 - Greg Whittington, cestista statunitense
- 1993 - Maren Wiesler, ex sciatrice alpina tedesca
- 1993 - Lorenzo Zeni, ex canoista italiano
- 1993 - Bruno Araújo dos Santos, calciatore brasiliano
- 1994 - Christopher Antwi-Adjei, calciatore tedesco
- 1994 - Valentin Balint, ex calciatore rumeno
- 1994 - Enrico Caruso, pallanuotista italiano
- 1994 - Nina Christen, tiratrice a segno svizzera
- 1994 - Kimmer Coppejans, tennista belga
- 1994 - Wanderson Costa Viana, calciatore brasiliano
- 1994 - Scott Daly, giocatore di football americano statunitense
- 1994 - Ruth Gbagbi, taekwondoka ivoriana
- 1994 - Xenia Goodwin, attrice e ballerina australiana
- 1994 - Justin Hardee, giocatore di football americano statunitense
- 1994 - Elyes Jelassi, calciatore tunisino
- 1994 - Amadej Maroša, calciatore sloveno
- 1994 - Jimmy Medranda, calciatore colombiano
- 1994 - Raúl Navarro, calciatore spagnolo
- 1994 - José Pastor, attore, musicista e ballerino spagnolo
- 1994 - Marko Pavlovski, calciatore serbo
- 1994 - Jonas Rickaert, ciclista su strada e pistard belga
- 1994 - Elisa Schlott, attrice tedesca
- 1994 - Alessandro Schöpf, calciatore austriaco
- 1994 - Rui Silva, calciatore portoghese
- 1994 - Kyle Sloter, giocatore di football americano statunitense
- 1994 - Brittney Sykes, cestista statunitense
- 1994 - Benjamin Tiedemann Hansen, calciatore danese
- 1995 - Gaël Andonian, calciatore francese
- 1995 - Cao Yuan, tuffatore cinese
- 1995 - Matthew Davies, calciatore malaysiano
- 1995 - Tom Glynn-Carney, attore britannico
- 1995 - Neil Gourley, mezzofondista britannico
- 1995 - Karel Guzmán, cestista cubano
- 1995 - Joel Mero, ex calciatore finlandese
- 1995 - Matt Mooney, cestista statunitense
- 1995 - Santiago Mosquera, calciatore colombiano
- 1995 - Roberto Osuna, giocatore di baseball messicano
- 1995 - Miroslav Pašajlić, cestista serbo
- 1995 - Giacomo Raffaelli, pallavolista italiano
- 1995 - Cameron Reynolds, cestista statunitense
- 1995 - Shani Tarashaj, ex calciatore svizzero
- 1995 - Alexandra Wenk, nuotatrice tedesca
- 1996 - Nicola Bartolini, ginnasta italiano
- 1996 - Manon Brunet, schermitrice francese
- 1996 - David Castro, attore statunitense
- 1996 - Aaron Ekblad, hockeista su ghiaccio canadese
- 1996 - Ruby O. Fee, attrice tedesca
- 1996 - Pierre Gasly, pilota automobilistico francese
- 1996 - Mai Hagiwara, cantante giapponese
- 1996 - Prince Ibara, calciatore congolese (Repubblica del Congo)
- 1996 - Cameron Jackson, cestista statunitense
- 1996 - Viktors Litvinskis, ex calciatore lettone
- 1996 - Armen Melikyan, lottatore armeno
- 1996 - Topi Raitanen, siepista e orientista finlandese
- 1996 - Sondre Rossbach, calciatore norvegese
- 1996 - Aaron Seydel, calciatore tedesco
- 1996 - Zoda, rapper e youtuber italiano
- 1996 - Aidos Sultangali, lottatore kazako
- 1997 - Sami Al-Najei, calciatore saudita
- 1997 - William Baeten, calciatore belga
- 1997 - Nicolò Barella, calciatore italiano
- 1997 - Grace Bullen, lottatrice norvegese
- 1997 - Lorenzo Carissoni, calciatore italiano
- 1997 - David Choinière, calciatore canadese
- 1997 - Hugo Cuypers, calciatore belga
- 1997 - Casper De Norre, calciatore belga
- 1997 - Anhelina Kalinina, tennista ucraina
- 1997 - Amine Noua, cestista francese
- 1997 - Ivan Quaresma da Silva, calciatore brasiliano
- 1997 - Nabhaan Rizwan, attore britannico
- 1997 - Roberto Siucho, calciatore peruviano
- 1997 - Nik Slavica, cestista croato
- 1997 - Yin Hang, marciatrice cinese
- 1997 - Lazar Zličić, calciatore serbo
- 1998 - Marcelo Alves, calciatore brasiliano
- 1998 - Luis José Hernández Paniagua, calciatore costaricano
- 1998 - Igor Liziero, calciatore brasiliano
- 1998 - Michael Folorunsho, calciatore italiano
- 1998 - Grigorij Motovilov, cestista russo
- 1998 - Monica Okoye, cestista giapponese
- 1998 - Jetmir Topalli, calciatore kosovaro
- 1998 - Martin Vantruba, calciatore slovacco
- 1998 - Alejandro Zendejas, calciatore statunitense
- 1998 - Igor Julio dos Santos de Paulo, calciatore brasiliano
- 1999 - Danylo Beskorovajnyj, calciatore ucraino
- 1999 - Mathieu Choinière, calciatore canadese
- 1999 - Erick Ferigra, calciatore ecuadoriano
- 1999 - Ravi Haria, scacchista britannico
- 1999 - Omar Marmoush, calciatore egiziano
- 1999 - Marcos Louzada Silva, cestista brasiliano
- 1999 - Matej Madleňák, calciatore slovacco
- 1999 - Tamaki Matsumoto, doppiatrice e attrice giapponese
- 1999 - Bea Miller, cantautrice e attrice statunitense
- 1999 - George Mills, mezzofondista britannico
- 1999 - Aino Niemi, cantante finlandese
- 1999 - Anna Polinari, velocista italiana
- 1999 - Francesco Recine, pallavolista italiano
- 1999 - Gianni Stensness, calciatore neozelandese
- 1999 - Olivier Vliegen, calciatore belga
- 1999 - Jonas Wind, calciatore danese
- 2000 - Tyler Badie, giocatore di football americano statunitense
- 2000 - Bianca Giulia Bardin, calciatrice italiana
- 2000 - Harsha Bharathakoti, scacchista indiano
- 2000 - Simon Ehammer, multiplista e lunghista svizzero
- 2000 - Luke Glenna, giocatore di football americano statunitense
- 2000 - Mlodyskiny, rapper polacco
- 2000 - Erik Kušnir, calciatore ungherese
- 2000 - Kira Lipperheide, bobbista e velocista tedesca
- 2000 - Nicole Monsorno, fondista italiana
- 2000 - Bianka Pap, nuotatrice ungherese
- 2000 - Joëlle Smits, calciatrice olandese
- 2000 - Oumar Solet, calciatore francese
- 2000 - Bleart Tolaj, calciatore kosovaro
- 2000 - Dominique Youfeigane, calciatore francese

## XXI secolo(40)
- 2001 - Mamadou Camara, calciatore maliano
- 2001 - Da Silva, calciatore brasiliano
- 2001 - Yannik Engelhardt, calciatore tedesco
- 2001 - R.J. Hampton, cestista statunitense
- 2001 - Maik Nawrocki, calciatore tedesco
- 2001 - Vladimir Nikolov, calciatore bulgaro
- 2001 - Jairo Quinteros, calciatore boliviano
- 2001 - Marija Sergeeva, ginnasta russa
- 2001 - Kacper Smoliński, calciatore polacco
- 2001 - Kristoffer Eriksen Sundal, saltatore con gli sci norvegese
- 2001 - Pedro de la Vega, calciatore argentino
- 2002 - Ai Yanhan, nuotatrice cinese
- 2002 - Tim Breithaupt, calciatore tedesco
- 2002 - Nicolás Ferreira, calciatore uruguaiano
- 2002 - Helen Hoffmann, fondista tedesca
- 2002 - Patrik Leitner, calciatore slovacco
- 2002 - Sofija Lyskun, tuffatrice ucraina
- 2002 - Romano Postema, calciatore olandese
- 2002 - Genaro Rossi, calciatore argentino
- 2002 - Shedeur Sanders, giocatore di football americano statunitense
- 2003 - Ulises Ciccioli, calciatore argentino
- 2003 - Alice D'Amato, ginnasta italiana
- 2003 - Asia D'Amato, ginnasta italiana
- 2003 - Andrés García Robledo, calciatore spagnolo
- 2003 - Hugo González Sotos, calciatore spagnolo
- 2003 - Lee Hyun-ju, calciatore sudcoreano
- 2003 - Obed Nkambadio, calciatore francese
- 2003 - Noah Porter MacLennan, sciatore freestyle canadese
- 2004 - Beril Böcekler, nuotatrice turca
- 2004 - Enrique Bösl, calciatore dominicano
- 2004 - Nick Emmanwori, giocatore di football americano statunitense
- 2004 - Giorgi Kvernadze, calciatore georgiano
- 2004 - Nathan-Dylan Saliba, calciatore canadese
- 2005 - Bobby Clark, calciatore inglese
- 2005 - Mattia Furlani, lunghista e ex altista italiano
- 2005 - Ilya Kharun, nuotatore canadese
- 2005 - Arthur Vermeeren, calciatore belga
- 2006 - David Martínez, calciatore venezuelano
- 2007 - Iustin Doicaru, calciatore rumeno
- 2007 - Il'ja Mizernych, saltatore con gli sci kazako